# Memnó d'Heraclea
Memnó (en grec Mεμνων), possiblement va viure al segle i aC. Fou un historiador grec, probablement d'Heraclea Pòntica.
Va escriure una extensa obra sobre aquesta ciutat, especialment pel que fa als tirans sota els quals havia caigut unes quantes vegades. Actualment coneixem la seva obra gràcies a Foci, encara que es desconeix de quants llibres constava. Foci en llegí del novè al quinzè volums, fent-ne un extracte, que inclou alguns llibres posteriors.
El novè llibre comença parlant del tirà Clearc, deixeble de Plató i d'Isòcrates d'Atenes. L'últim fet mencionat al llibre setzè és la mort de Britàgores, enviat pels heracleans com a ambaixador a Juli Cèsar quan obtingué el poder suprem l'any 48 aC. Vossius creu que l'obra es va escriure a l'època d'August, però altres autors consideren que potser va ser en temps d'Hadrià. Com que no es coneixen els darrers llibres no se sap fins a quina època arribava.
L'estil de Memnó, segons Foci, era clar i senzill, i les paraules ben escollides. El resum de Foci, però, conté nombrosos exemples d'expressions poètiques rares i algunes que indiquen el declivi de la llengua grega. Els Excerpta de Foci van ser publicats a bocins, juntament amb fragments de Ctesies i Agatàrquides, per Henry Estienne el 1557.
La història de Memnó és l'únic exemple mitjanament complet de la historiografia grega a nivell local.